# Songjeong-dong, Busan
Songjeong-dong (koreanska: 송정동) är en stadsdel i stadsdistriktet Haeundae-gu i staden Busan i den sydöstra delen av Sydkorea, 300 km sydost om huvudstaden Seoul. 